# Sericia substruens
Sericia substruens är en fjärilsart som beskrevs av Walker 1857. Sericia substruens ingår i släktet Sericia och familjen nattflyn. Inga underarter finns listade i Catalogue of Life.